# Eikelwormen
Eikelwormen (Enteropneusta) zijn wormvormige dieren die in een marien milieu leven. Ze behoren tot de stam van de kraagdragers (Hemichordata).

## Beschrijving
Het lichaam van eikelwormen is ongesegmenteerd, buisvormig en telt enkele tientallen kieuwspleten. Aan de kopzijde zit een eikelvormige 'slurf' (proboscis) en 'kraag'. De lichaamslengte van eikelwormen schommelt tussen vijf en tweehonderdvijftig centimeter.

## Leefgebied
Eikelwormen leven in U-vormige buizen in zand of modder op de zeebodem. Men kan soorten op de kust waarnemen, maar andere vindt men ook in de diepzee.

## Ecologie
Eikelwormen eten allerlei organisch afval. Sommige foerageren op bodemmateriaal, andere soorten gebruiken slijm rond hun proboscis om voedseldeeltjes uit het water halen en naar hun mond te transporteren.

## Voortplanting
Bij eikelwormsoorten zijn de geslachten gescheiden, maar sommige soorten kunnen zich ongeslachtelijk voortplanten. Het vrouwtje zet eieren af op de bodem in een gelatineuze massa waarna ze, buiten het lichaam, worden bevrucht door de zaadcellen. De larve ontwikkelt zich tot volwassen organisme, nestelt zich op de bodem en graaft een holletje in de grond. Enkele soorten hebben geen larvale stadia en komen als een kleine worm uit het ei (directe ontwikkeling). Bij de meeste soorten zijn de larven planktonisch (tornaria) en kunnen ze zwemmen met behulp van trilharen.

## Evolutie
In de eikelworm Saccoglossus kowalevskii zijn er, ondanks hun primitief zenuwstelsel, toch gespecialiseerde cellengroepen gevonden die bij hogere dieren de ontwikkeling van de hersenen reguleren. Dit wil niet zeggen dat eikelwormen ook daadwerkelijk hersenen hebben, enkel de signaalcentra die de genetische processen regelt. Door deze vondst wordt er vermoed dat de voorouders van de wormen meer ontwikkelde hersenen hadden, maar dat die in de evolutie weer verloren zijn gegaan.

## Taxonomie
Wereldwijd zijn er negentig soorten beschreven.